# Lankascincus fallax
Lankascincus fallax — вид сцинкоподібних ящірок родини сцинкових (Scincidae). Ендемік Шрі-Ланки.

## Поширення і екологія
Lankascincus fallax широко поширені по всьому острову Шрі-Ланка, за винятком високогір'їв Центрального нагір'я і гір Наклз. Вони живуть в тропічних лісах і чагарникових заростях, серед опалого листя і трави, між корінням і під валунами. Зустрічаються на висоті до 1100 м над рівнем моря. Ведуть денний і присмерковий спосіб життя. Відкладають яйця.